# Reisenberg (Vienne)
Pour les articles homonymes, voir Reisenberg (homonymie) et Cobenzl.
Le Reisenberg, familièrement appelé Am Cobenzl, est une colline à Döbling, le 19e arrondissement de Vienne en Autriche. Il est renommé pour sa vue panoramique sur la ville.

## Géographie

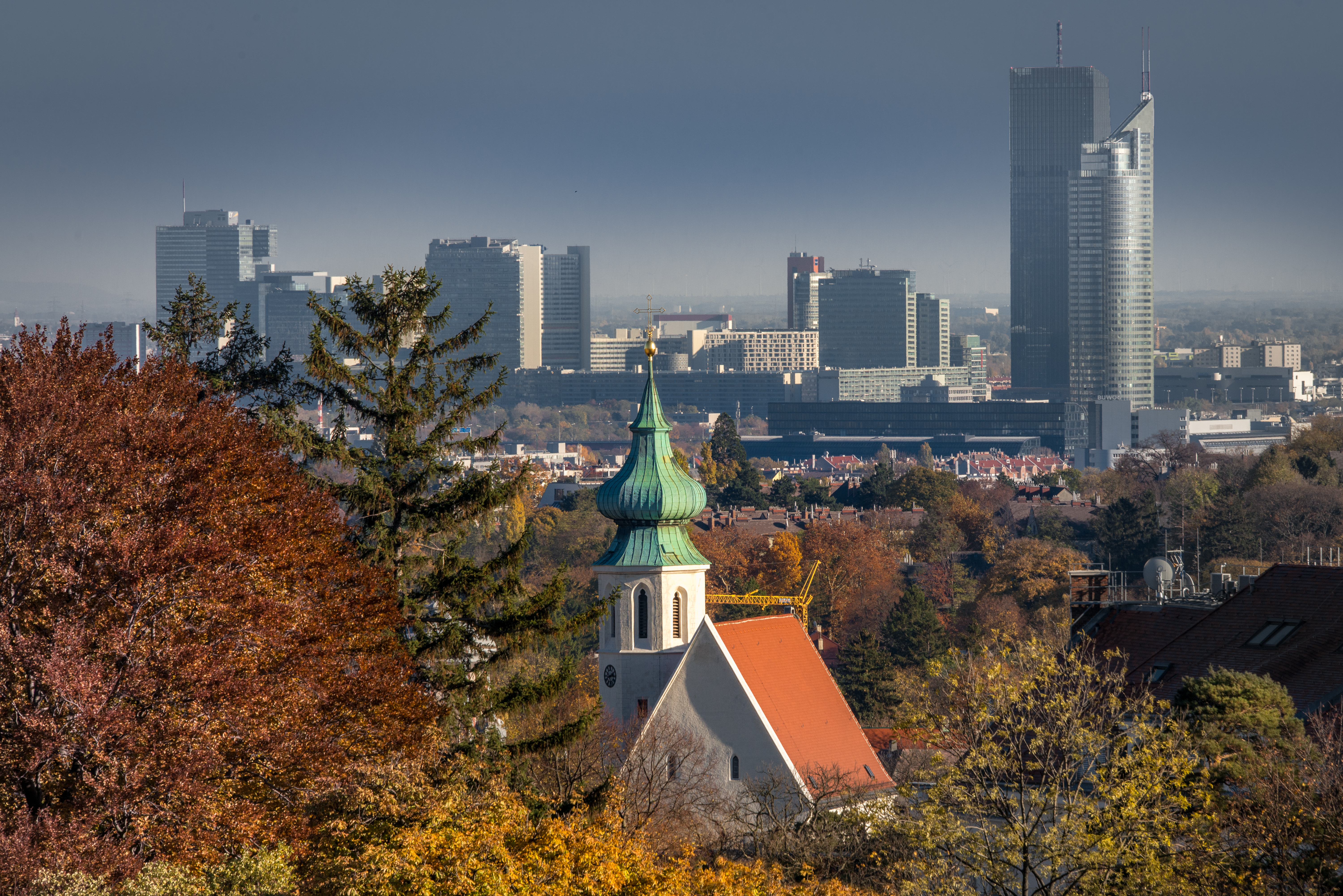
Vue sur l'église de Grinzing et le paysage urbain de Vienne.

L'un des contreforts du Wienerwald, l'éperon situé légèrement au sud-est du Latisberg (Cobenzl) culmine à 382 mètres d'altitude, au-dessus des vignobles de Grinzing. Le surnom Am Cobenzl, du nom du comte Jean Philippe de Cobenzl, un ancien propriétaire des terrains, est resté plus populaire que le nom officiel.

## Histoire
Le nom Reisenberg est probablement dérivé des arboriducs (en allemand : Riesen) qui semble avoir existé dans cette région. Les vignobles, autrefois propriété de l'abbaye de Zwettl puis de l'abbaye de Klosterneuburg, ont été transmis aux Jésuites par l'empereur Rodolphe II de Habsbourg au XVIe siècle.
Après la suppression de l'ordre en 1773, le comte Jean Philippe de Cobenzl (1741-1810), diplomate au service de l'empereur Joseph II, racheta le terrain. À partir de 1776, il s'y fit construire un somptueux château entouré d'un vaste jardin à l’anglaise dont la réalisation dura près de deux décennies. Une grotte renfermant de nombreuses pierres précieuses ainsi qu'un étang en faisaient partie intégrante.  Le site était ouvert au public et est vite devenu une destination privilégiée pour les habitants de Vienne. En 1809, pendant la guerre de la Cinquième Coalition, l'armée française de Napoleon dévasta l'ensemble.
Après le décès de Cobenzl, le château passe entre plusieurs mains ; en 1835, il fut racheté par l'industriel et chimiste allemand Karl von Reichenbach, un homme qui effectua dans la cave du château des expériences sur des êtres humains: après plusieurs jours passés dans une obscurité totale, les cobayes percevaient des apparitions lumineuses, un phénomène qu'il nomma "Od". Ce propriétaire solitaire effrayait les passants qui se signaient en passant devant le château.
À sa mort, Karl Freiherr von Sothen, banquier prétant à taux d'usurier, reprit le domaine et se mit à organiser des excursions à dos d'âne depuis Vienne vers le Kahlenberg. Il bâtit la majorité de sa fortune avec le loto : il se faisait communiquer les résultats des tirages de Prague par pigeons voyageurs, s'assurant de fait de toujours miser juste. Il mit sa fortune au profit de fonds d'aide aux veuves et orphelins. Ce qui ne l'empêcha pas d'être assassiné par son serviteur en 1881. Lors de son enterrement, pierres et ordures furent jetées sur son cercueil par une foule de 20 000 hommes venus s'assurer qu'il fût véritablement enseveli.
Le château fut transformé en hôtel-restaurant et établissement de soins thermaux en 1899, puis la ville de Vienne le racheta en 1905, fit construire un café doté d'une terrasse et d'une véranda d'une capacité de 3 000 invités.
Durant la Seconde Guerre mondiale, le château servit d'hôpital militaire, puis après la Guerre de centre d'accueil de réfugiés.
En 1966, le château fut rasé. Une terrasse panoramique et quelques bancs ont été installés à son ancien emplacement.

### Sites Internet
- (de) Cobenzl
- (de) Cobenzl sur le site de la Ville de Vienne